# Starý Jičín
Starý Jičín är en ort i Tjeckien. Den ligger i den östra delen av landet, 260 km öster om huvudstaden Prag. Starý Jičín ligger 366 meter över havet och antalet invånare är 2 405.
Terrängen runt Starý Jičín är platt åt nordväst, men åt sydost är den kuperad. Runt Starý Jičín är det ganska tätbefolkat, med 214 invånare per kvadratkilometer. Närmaste större samhälle är Nový Jičín, 4,0 km nordost om Starý Jičín. Omgivningarna runt Starý Jičín är en mosaik av jordbruksmark och naturlig växtlighet.